# Годунівка (Бориспільський район)
Годуні́вка — село в Україні, у Яготинській міській громаді Бориспільського району Київської області. Населення становить 547 осіб.

## Географія

### Клімат
| Клімат Годунівки          | Клімат Годунівки | Клімат Годунівки | Клімат Годунівки | Клімат Годунівки | Клімат Годунівки | Клімат Годунівки | Клімат Годунівки | Клімат Годунівки | Клімат Годунівки | Клімат Годунівки | Клімат Годунівки | Клімат Годунівки | Клімат Годунівки |
| Показник                  | Січ.             | Лют.             | Бер.             | Квіт.            | Трав.            | Черв.            | Лип.             | Серп.            | Вер.             | Жовт.            | Лист.            | Груд.            | Рік              |
| Середній максимум, °C     | −2,4             | −1,4             | 3,7              | 13,6             | 20,9             | 24,1             | 25,5             | 24,9             | 19,6             | 12,5             | 4,7              | 0,3              | 12               |
| Середня температура, °C   | −5,5             | −4,6             | 0,2              | 8,8              | 15,5             | 18,7             | 20,1             | 19,3             | 14,2             | 8,2              | 1,9              | −2,3             | 7                |
| Середній мінімум, °C      | −8,6             | −7,8             | −3,3             | 4,1              | 10,1             | 13,4             | 14,8             | 13,7             | 8,9              | 3,9              | −0,8             | −4,9             | 3                |
| Норма опадів, мм          | 38               | 32               | 32               | 46               | 42               | 71               | 76               | 56               | 45               | 35               | 44               | 48               | 565              |
| ------------------------- | ---------------- | ---------------- | ---------------- | ---------------- | ---------------- | ---------------- | ---------------- | ---------------- | ---------------- | ---------------- | ---------------- | ---------------- | ---------------- |
| Джерело: climate-data.org |                  |                  |                  |                  |                  |                  |                  |                  |                  |                  |                  |                  |                  |

## Історія
Село засноване 1648 року.
З 1762 року село мало Успенську церкву.
Село є на мапі 1812 року.
На початку 1930-х років входило до складу Шрамківського району Харківської області.
Село постраждало від колективізації та Голодомору - геноциду радянського уряду проти української нації. У 1930 році в селі був створений колгосп «Нова громада», який існував до розподілу у 1934 році на два колгоспи: «Нова громада» та  «Червоний заможник». 12 сімей були розкуркулені, з них 3 сім’ї вивезено з села.
Перед Голодомором у Годунівці був селянський бунт: частина жителів вирішила вийти з колгоспу та забрати своє майно. Бунт був придушений комсомольцями села Жоравка та Гензерівка під керівництвом місцевого ватажка комсомольців Ліснянської та голови колгоспу Кобзистого Д. Д.
Під час штучного голодомору, викликаного тим, що сільські активісти відібрали у односельців усі продовольчі запаси, померло 94 жителі. На місці масових поховань у 1993 році встановлено пам’ятний знак.

## Зображення

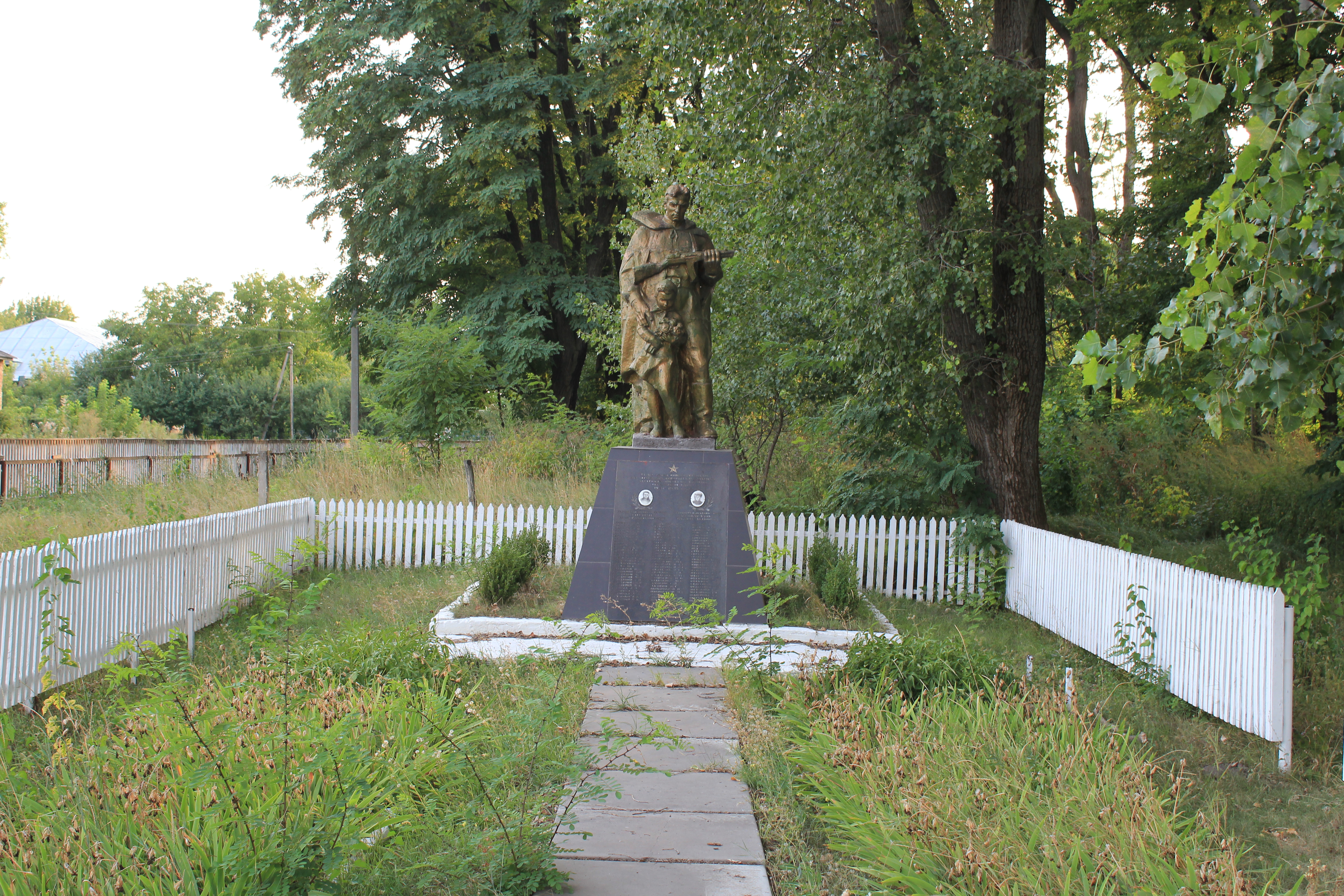
Пам'ятник воїнам-односельцям, які загинули в роки Другої світової війни
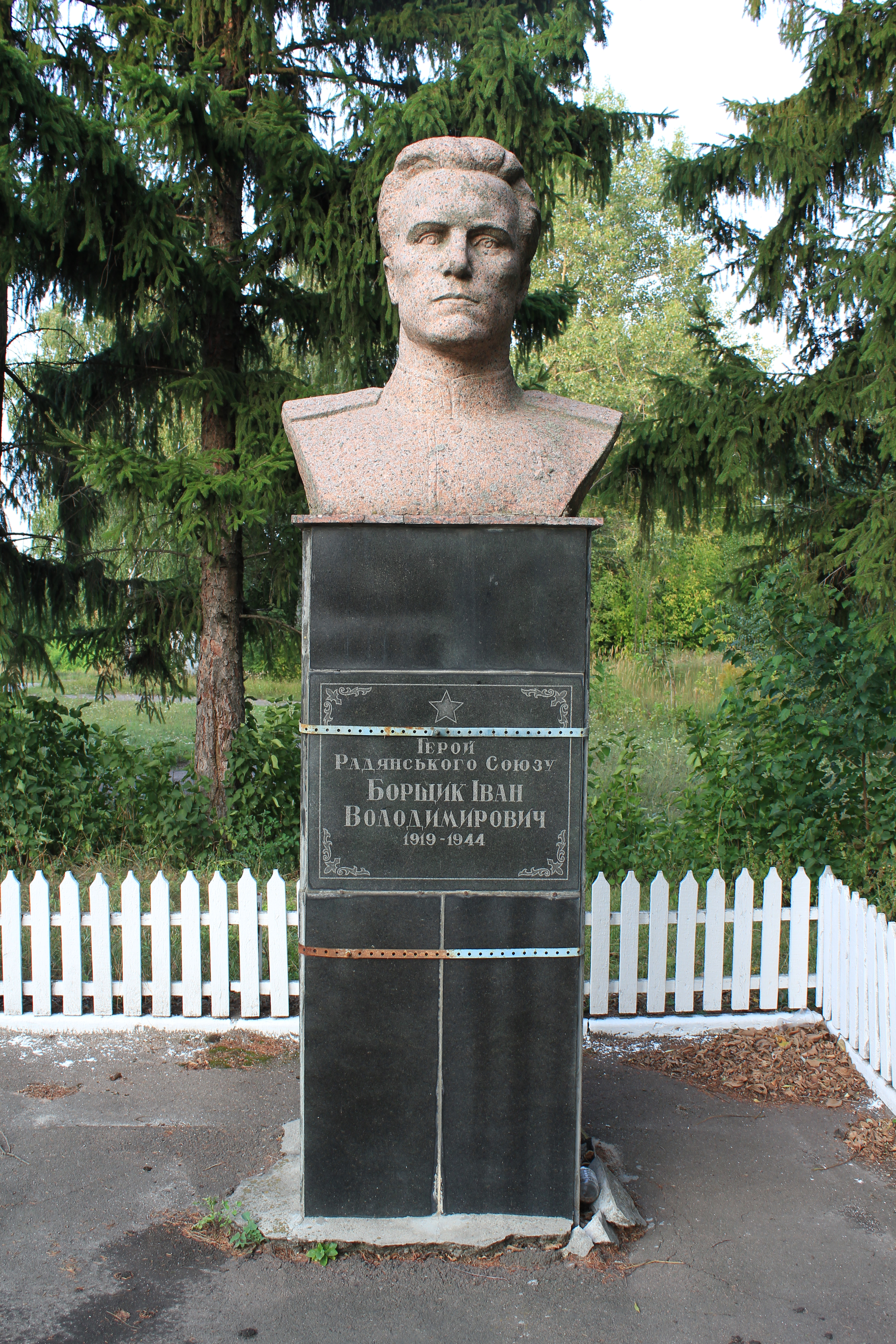
погруддя Героя Радянського Союзу Борщика І.В
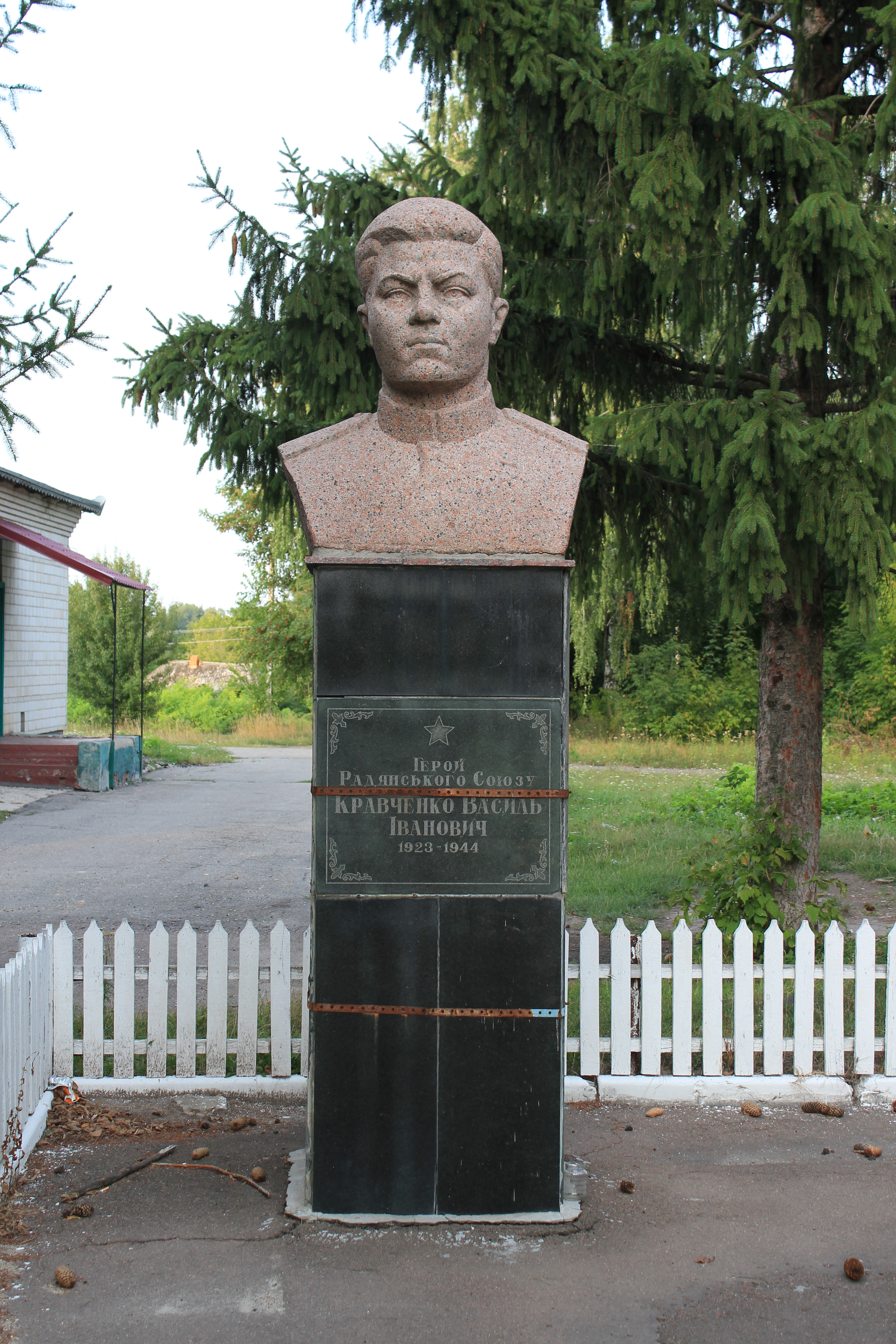
погруддя Героя Радянського Союзу Кравченка В.І.